# .22-250 Remington

Параметри набою .22-250 Remington. Всі розміри в міліметрах (мм) / дюймах.

.22-250 Remington — це високошвидкісний (здатен досягти швидкості понад 1200 м/с), короткої дії, гвинтівковий набій .22 калібру, який в основному використовується для вармінтингу та полювання на невелику дичину. Хоча його інколи використовують для полювання на оленів, таке використання не рекомендують. Деякі юрисдикції забороняють використовувати набої менше 6 мм (наприклад, .243 Winchester) для полювання на оленів. Ці набої також інколи відомі як .22 Varminter або .22 Wotkyns Original Swift. Разом з набоєм .220 Swift, набій .22-250 був одним з високошвидкісних набоїв .22 калібру які наприкінці 1930-х на початку 1940-х років заробили репутацію набоїв здатних викликати гідростатичний шок від ураження.

## Історія
Спочатку набій .22-250 був кустарним набоєм, створеним на базі гільзи набою .250-3000 Savage, де дульце було обжате до кулі .224 калібру. На початку існувало кілька версій набою які відрізнялися один від одного незначною мірою, в тому числі одни з них було розроблено в 1937 році Гросвенором Воткінсом, Дж. Е. Геббі та Дж. Б. Смітом, який отримав назву 22 Varminter.
Набій .22-250 схожий, але дещо поступався більшому набою .220 Swift. Але він є більш поширеним і має велику кількість комерційних заводських варіантів ніж набій Swift. Це загалом здешевлює стрільбу. Невелика кількість пороху також допомагає сильно економити стрільцям які самі заряджають боєприпаси. Оскільки гільза набою 22-250 безфланцева, набій також можна використовувати в коробчастих магазинах, що є проблематичним при використанні напів-фланцевого набою Swift.
В 1937 році Філ Шарпе став першим зброярем, який створив гвинтівку під набій .22-250 і тривалий час випускав гвинтівку під набій .220 Swift, зауважив: "Swift показав себе найкраще, коли він був заряджений приблизно на повну швидкість, " в той час як, «Гільза Varminter дає гнучку можливість заряджання набою. Він може досягнути швидкості від 457 м/с до 1370 м/с.»
Шарпе зауважував, що для такої продуктивності потрібне круте плече в 28 градусів. Він наполягав на тому, що порох повинен горіти в гільзі, а не в стволі гвинтівки, а також був проти розтягування гільзи та потовщення дульця. "Кут плеча рахується разом з капсулем, порохом, кулями, довжиною дульця, конусним тілом, щільністю заряджання та всіма іншими характеристиками, " писав він. «Схоже, що .22 Varminter має ідеальну збалансовану комбінацію всіх потрібних характеристик і це не просто старий набій з новими порохами.»
Точність була незмінно чудовою, з невеликою потребою обрізання гільзи або розширення дульця, а тому Шарпе заявляв, що це «мій вибір найкращий вибір серед набоїв за останнє десятиліття.» На закінчення він сказав, що з нетерпінням чекає дня, коли набій стане комерційним.

## Комерційне прийняття
В 1963 році компанія Browning Arms Company почала випускати гвинтівку Browning High Power під набій .22-250, який на той час був кустарним. Це був ризикований, але історичний крок з боку Браунінга, оскільки на той час комерційного виробництва набою .22-250 не було. Джон Т. Ембер, повідомляючи про розробку гвинтівки Браунінг в журналі «Gun Digest» в 1964 року, назвав цю подію «безпрецедентною». «Наскільки мені відомо, — писав він, — це перший раз, коли виробник зброї першої лінії пропонує гвинтівку під набій, який він або який-небудь інший виробник боєприпасів не може випускати». Ембер передбачав труднощі для компанії, але «аплодував мужності Браунінга у цьому кроці». Він сказав, що замовив одну з перших важкоствольних моделей, яку очікували в червні 1963 р., і додав: «Я чекаю з нетерпінням!»
Через два роки в 1965 році компанія Remington Arms адоптувала набій .22-250, додавши назву «Remington» і випустивши гвинтівки Model 700 та 40 XB під цей набій разом з лінійкою комерційних боєприпасів, таким чином встановлюючи його комерційну специфікацію.
Набій .22-250 став першим набоєм іншого виробника, який використали в унікальній гвинтівці Weatherby Mark V.

## Військове прийняття
Британська Спеціальна повітряна служба та австралійський полк Спеціальної повітряної служби використовували снайперські гвинтівки Tikka M55 під набій .22-250 в контртерористичних підрозділах в 1980-х роках, у спробі зменшити надмірне проникнення та рикошети.

## Продуктивність
Типовий заводський заряд набою .22-250 Remington складається з порохового заряду вагою 55 гран (3,56 г) з гостроносою кулею зі швидкістю 1122 с/с з енергією 2243 Дж. Багато інших зарядів з легшими кулями можуть перевищити швидкість в 1219 м/с, при цьому маючи ефективну енергію для використання від час полювання на малу дичину та хижаків середніх розмірів.
Набій .22-250 є другим швидкісним серійним набоєм, перевищуючи набій .204 Ruger, набій .220 Swift залишається найшвидшим комерційним набоєм в світі, зі швидкістю 1422 м/с при використанні кулі вагою 1,9 г та зарядом пороху вагою 2,7 г. Цей набій випускає компанія Hornady в своїй лінійці Superformance з не токсичною вармінт-кулею, яка дробиться на частини, вагою 35 гран, яка рухається зі швидкістю 1356 м/с при пострілі зі стволу довжиною 24 дюйми.
Набій особливо є популярним у західних штатах США де через сильні вітри ефективність інших вармінт набоїв для полювання на лучних собачок знижується. Багато штатів в США мають обмеження на по мінімальному калібру для полювання на велику дичину, таку як олені, хоча більшість штатів дозволяють використовувати набої для полювання на велику дичину.